# Christoph Baumgartner
Christoph Baumgartner (Horn, 1 de agosto de 1999) es un futbolista austriaco que juega en la demarcación de centrocampista para el R. B. Leipzig de la 1. Bundesliga de Alemania.

## Selección nacional
Tras jugar con la selección de fútbol sub-15 de Austria, la sub-16, la sub-17, la sub-18, la sub-19 y la sub-21 finalmente hizo su debut con la selección absoluta el 4 de septiembre de 2020 en un partido de la Liga de Naciones de la UEFA contra Noruega. El partido acabó con un resultado de 1-2 a favor del combinado austriaco tras el gol de Michael Gregoritsch y Marcel Sabitzer para Austria, y de Erling Haaland para Noruega.

### Participaciones en Eurocopas
| Copa          | Sede     | Resultado        | Partidos | Goles |
| ------------- | -------- | ---------------- | -------- | ----- |
| Eurocopa 2020 | Europa   | Octavos de final | 4        | 1     |
| Eurocopa 2024 | Alemania | Octavos de final | 4        | 1     |

### Goles internacionales
| #  | Fecha                    | Estadio                                                | Oponente    | Gol | Resultado | Competición                         |
| -- | ------------------------ | ------------------------------------------------------ | ----------- | --- | --------- | ----------------------------------- |
| 1  | 7 de septiembre de 2020  | Wörthersee Stadion, Klagenfurt, Austria                | Rumania     | 1–1 | 2-3       | Liga de Naciones de la UEFA 2020-21 |
| 2  | 7 de octubre de 2020     | Wörthersee Stadion, Klagenfurt, Austria                | Grecia      | 2-1 | 2-1       | Amistoso                            |
| 3  | 28 de marzo de 2021      | Estadio Ernst Happel, Viena, Austria                   | Islas Feroe | 2-1 | 3-1       | Clasificación para el Mundial 2022  |
| 4  | 21 de junio de 2021      | Arena Națională, Bucarest, Rumania                     | Ucrania     | 0-1 | 0-1       | Eurocopa 2020                       |
| 5  | 1 de septiembre de 2021  | Estadio Zimbru, Chisináu, Moldavia                     | Moldavia    | 0-1 | 0-2       | Clasificación para el Mundial 2022  |
| 6  | 4 de septiembre de 2021  | Estadio Sammy Ofer, Haifa, Israel                      | Israel      | 3-1 | 5-2       | Clasificación para el Mundial 2022  |
| 7  | 25 de septiembre de 2022 | Estadio Ernst Happel, Viena, Austria                   | Croacia     | 1-1 | 1-3       | Liga de Naciones de la UEFA 2022-23 |
| 8  | 24 de marzo de 2023      | Waldstadion, Pasching, Austria                         | Azerbaiyán  | 4-1 | 4-1       | Clasificación para la Eurocopa 2024 |
| 9  | 20 de junio de 2023      | Estadio Ernst Happel, Viena, Austria                   | Suecia      | 1-0 | 2-0       | Clasificación para la Eurocopa 2024 |
| 10 | 20 de junio de 2023      | Estadio Ernst Happel, Viena, Austria                   | Suecia      | 2-0 | 2-0       | Clasificación para la Eurocopa 2024 |
| 11 | 21 de noviembre de 2023  | Estadio Ernst Happel, Viena, Austria                   | Alemania    | 2-0 | 2-0       | Amistoso                            |
| 12 | 23 de marzo de 2024      | Tehelné pole, Bratislava, Eslovaquia                   | Eslovaquia  | 0-1 | 0-2       | Amistoso                            |
| 13 | 26 de marzo de 2024      | Estadio Ernst Happel, Viena, Austria                   | Turquía     | 5-1 | 6-1       | Amistoso                            |
| 14 | 4 de junio de 2024       | Estadio Ernst Happel, Viena, Austria                   | Serbia      | 2-0 | 2-1       | Amistoso                            |
| 15 | 8 de junio de 2024       | Kybunpark, San Galo, Suiza                             | Suiza       | 0-1 | 1-1       | Amistoso                            |
| 16 | 21 de junio de 2024      | Estadio Olímpico de Berlín, Berlín, Alemania           | Polonia     | 1-2 | 1-3       | Eurocopa 2024                       |
| 17 | 10 de octubre de 2024    | Raiffeisen Arena, Linz, Austria                        | Kazajistán  | 1-0 | 4-0       | Liga de Naciones de la UEFA 2024-25 |
| 18 | 14 de noviembre de 2024  | Estadio Central, Almatý, Kazajistán                    | Kazajistán  | 0-1 | 0-2       | Liga de Naciones de la UEFA 2024-25 |
| 19 | 10 de junio de 2025      | Estadio Olímpico de San Marino, Serravalle, San Marino | San Marino  | 0-4 | 0-4       | Clasificación para el Mundial 2026  |

## Estadísticas

### Clubes
Actualizado al último partido disputado el 17 de mayo de 2025.
| Club                              | Div.          | Temporada     | Liga  | Liga  | Copas nacionales | Copas nacionales | Copas internacionales | Copas internacionales | Total | Total |
| Club                              | Div.          | Temporada     | Part. | Goles | Part.            | Goles            | Part.                 | Goles                 | Part. | Goles |
| --------------------------------- | ------------- | ------------- | ----- | ----- | ---------------- | ---------------- | --------------------- | --------------------- | ----- | ----- |
| TSG 1899 Hoffenheim II · Alemania | 4.ª           | 2018-19       | 14    | 5     | ―                | ―                | ―                     | ―                     | 14    | 5     |
| TSG 1899 Hoffenheim II · Alemania | 4.ª           | 2019-20       | 4     | 1     | ―                | ―                | ―                     | ―                     | 4     | 1     |
| TSG 1899 Hoffenheim II · Alemania | Total club    | Total club    | 18    | 6     | 0                | 0                | 0                     | 0                     | 18    | 6     |
| TSG 1899 Hoffenheim · Alemania    | 1.ª           | 2018-19       | 2     | 0     | 0                | 0                | ―                     | ―                     | 2     | 0     |
| TSG 1899 Hoffenheim · Alemania    | 1.ª           | 2019-20       | 26    | 7     | 2                | 0                | ―                     | ―                     | 28    | 7     |
| TSG 1899 Hoffenheim · Alemania    | 1.ª           | 2020-21       | 31    | 6     | 2                | 0                | 8                     | 3                     | 41    | 9     |
| TSG 1899 Hoffenheim · Alemania    | 1.ª           | 2021-22       | 29    | 7     | 2                | 0                | ―                     | ―                     | 31    | 7     |
| TSG 1899 Hoffenheim · Alemania    | 1.ª           | 2022-23       | 33    | 7     | 3                | 0                | ―                     | ―                     | 36    | 7     |
| TSG 1899 Hoffenheim · Alemania    | Total club    | Total club    | 121   | 27    | 9                | 0                | 8                     | 3                     | 138   | 30    |
| R. B. Leipzig · Alemania          | 1.ª           | 2023-24       | 32    | 5     | 2                | 0                | 6                     | 0                     | 40    | 5     |
| R. B. Leipzig · Alemania          | 1.ª           | 2024-25       | 31    | 2     | 4                | 1                | 8                     | 2                     | 43    | 5     |
| R. B. Leipzig · Alemania          | Total club    | Total club    | 63    | 7     | 6                | 1                | 14                    | 2                     | 83    | 10    |
| Total carrera                     | Total carrera | Total carrera | 202   | 40    | 15               | 1                | 22                    | 5                     | 239   | 46    |